# Alexandre Dumoulin
Alexandre Dumoulin (Bourgoin-Jallieu, 24 agosto 1989) è un rugbista a 15 francese, tre quarti centro del Pau dal 2019.
È figlio naturale di Marc Cécillon, ex rugbista e capitano del Bourgoin-Jallieu fino al 1999, benché tale circostanza sia stata resa pubblica solo nel 2015.

## Biografia
Nato a Bourgoin-Jallieu, cittadina dell'Isère, da Carole Dumoulin, ragazza madre, che crebbe la famiglia insieme al suo partner, l'ex rugbista Xavier Montméat, Alexandre Dumoulin si formò sportivamente tra la sua città natale e Villefranche-sur-Saône (Rodano).
Esordiente in prima squadra al Bourgoin-Jallieu nel 2008, fu notato nel 2011 da Pierre Berbizier, all'epoca allenatore del Racing Métro 92 che lo volle nella squadra parigina; le prime due stagioni furono problematiche perché Dumoulin si ruppe il quadricipite femorale e il giocatore non scese mai in campo nel suo primo anno nel nuovo club; nella seconda stagione ebbe un graduale reinserimento e alfine, nel 2013-14, acquistò regolarità fino a competere per il posto da titolare con il gallese Jamie Roberts.
Con la stagione 2014-15 arrivò anche la chiamata di Philippe Saint-André in Nazionale, in cui Dumoulin esordì nel corso di un test-match autunnale contro Figi; indisponibile per il Sei Nazioni successivo a causa della rottura del tendine di Achille, fu in campo in tempo per guadagnarsi la convocazione alla Coppa del Mondo di rugby 2015 nel corso della quale prese parte a quattro incontri, al 2017 i suoi internazionali più recenti.
La stagione successiva fu quella che lo vide laurearsi campione di Francia con il Racing 92 (nome nel frattempo assunto dalla squadra), ma anche affrontare una nuova esperienza professionale, avendo già deciso nel novembre 2015 che la stagione che iniziava sarebbe stata la sua ultima a Parigi; Dumoulin aveva infatti firmato un contratto triennale con il Montpellier a partire dalla stagione 2016-17.

### Vita privata
Dumoulin era a conoscenza fin dall'infanzia del fatto che Xavier Montméat non era suo padre, e conobbe l'identità del suo genitore naturale, l'ex rugbista internazionale Marc Cécillon, nel 2006, quando questi fu al centro del caso giudiziario che lo vide imputato dell'omicidio di sua moglie Chantal nel 2004 e per il quale fu condannato a 20 anni, poi ridotti a 14 e condonati a 7 per buona condotta: sua madre, infatti, fu tra i testimoni chiamati al processo e nel corso della sua deposizione rivelò di avere avuto a 19 anni un figlio da Cécillon e di averlo chiamato Alexandre.
Seppure in forma ufficiosa non era, quindi, un mistero che Dumoulin fosse il figlio naturale di Cécillon ma, a gennaio 2015, dopo avere informato sua madre, lo stesso Cécillon e le due figlie di quest'ultimo nate dal matrimonio con Chantal, decise di rendere ufficialmente noto, al fine di evitare speculazioni, dell'identità del suo genitore biologico.

## Palmarès
- Campionati francesi: 1
Racing 92: 2015-16